# 川滇蹄盖蕨
川滇蹄盖蕨（学名：Athyrium mackinnoni）为蹄盖蕨科蹄盖蕨属下的一个种。

## 扩展阅读
維基物種上的相關：川滇蹄盖蕨